# Dianenslust
Dianenslust este o arie protejată (arie de protecție specială avifaunistică — SPA) din Germania întinsă pe o suprafață de 581,15 ha, integral pe uscat.

## Localizare
Centrul sitului Dianenslust este situat la coordonatele 50°04′18″N 10°16′40″E / 50.0717°N 10.2778°E.

## Înființare
Situl Dianenslust a fost declarat arie de protecție specială avifaunistică în septembrie 2006 pentru a proteja 3 specii de animale.

## Biodiversitate
Situată în ecoregiunea continentală, aria protejată nu include niciun habitat protejat.
La baza desemnării sitului se află mai multe specii protejate de  păsări (3): ciocănitoarea de stejar (Dendrocopos medius), muscar-gulerat (Ficedula albicollis), codroșul de pădure (Phoenicurus phoenicurus).